# Janusz Reiter
Janusz Stanisław Reiter (ur. 6 sierpnia 1952 w Kościerzynie) – polski dyplomata, ekspert ds. stosunków międzynarodowych, publicysta, ambasador RP w Niemczech (1990–1995) i USA (2005–2007).

## Życiorys
W 1971 ukończył Liceum Ogólnokształcące w Kościerzynie, po czym podjął studia na Uniwersytecie Warszawskim. W 1977 został absolwentem germanistyki na Wydziale Neofilologii tej uczelni. Był dziennikarzem „Życia Warszawy” w latach 1977–1981. Przez kilka lat pracował jako tłumacz, następnie od 1984 do 1989 zajmował się publicystyką w „Przeglądzie Katolickim”. W 1989 pracował w „Polityce Polskiej”, następnie do 1990 w „Gazecie Wyborczej” i w Telewizji Polskiej. Od 1980 był działaczem NSZZ „Solidarność”. Brał udział w redagowaniu podziemnego czasopisma „Solidarność Narodu”.
Od 1990 do 1995 sprawował urząd ambasadora Polski w Niemczech. W 1996 współtworzył Radę Polityki Zagranicznej, której członkiem był do 2001. W latach 1996–1999 był komentatorem politycznym tygodnika „Rheinischer Merkur”. W 1996 założył think tank Centrum Stosunków Międzynarodowych. W 2005 został ambasadorem Polski w Stanach Zjednoczonych, odwołano go w 2007. W 2008 był specjalnym wysłannikiem do spraw zmian klimatu, pełnił też obowiązki wiceprezesa zarządu przedsiębiorstwa Presspublica.
Od 2010 do 2013 ponownie zajmował stanowisko prezesa Centrum Stosunków Międzynarodowych, następnie objął funkcję przewodniczącego rady fundacji CSM. Jest autorem i współautorem publikacji książkowych i prasowych. Publikował m.in. we „Frankfurter Allgemeine Zeitung”, „Die Weltwoche”, „The Washington Post”, „The Wall Street Journal”, „Die Zeit”, a także w polskiej prasie.
Żonaty z Hanną, ma dwie córki. Podkreśla swój kaszubski rodowód. Został odznaczony Krzyżem Wielkim Zasługi z Gwiazdą i Wstęgą Orderu Zasługi Republiki Federalnej Niemiec. Wyróżniony tytułem honorowego obywatela Kościerzyny.